# Pristimantis anotis
Espèce
Synonymes
- Eleutherodactylus anotis Walker & Test, 1955

Statut de conservation UICN

 DD  : Données insuffisantes
Pristimantis anotis est une espèce d'amphibiens de la famille des Craugastoridae.

## Répartition
Cette espèce est endémique de l'État d'Aragua au Venezuela. Elle se rencontre à Rancho Grande à environ 1 090 m d'altitude dans la cordillère de la Costa.

## Description
Les femelles mesurent jusqu'à 46,5 mm.

## Publication originale
- Walker & Test, 1955 : New Venezuelan frogs of the genus, Eleutherodactylus. Occasional Papers of the Museum of Zoology University of Michigan, vol. 561, p. 1-10 (texte intégral).